# AEW 월드 챔피언십
AEW 월드 챔피언십(AEW World Championship)은 AEW에 속한 타이틀 중 하나이다.

## 역사

#### 탄생
2019년 5월 25일 더블 오 나씽에서 브렛 하트에 의해 벨트가 공개되었고, 2019년 8월 31일 올 아웃에서 초대 챔피언은 크리스 제리코가 되었다.

## 역대 타이틀 명칭
| 타이틀 명칭       | 연도        |
| ----------------- | ----------- |
| AEW 월드 챔피언십 | 2019년~현재 |

## 기록들
- 초대 챔피언 : 크리스 제리코
- 최장수 챔피언 : MJF (406일)
- 최단 기간 챔피언 : CM 펑크 (3일)
- 최다 챔피언 : 존 목슬리 (4회)
- 최중량급 챔피언 : 사모아 조 (140kg)
- 최경량급 챔피언 : 브라이언 대니얼슨 (95kg)
- 최고령 챔피언 : 크리스 제리코 (48세 295일)
- 최연소 챔피언 : MJF (26세 249일)

## 역대 챔피언
- 크리스 제리코 (초대 챔피언)
- 존 목슬리 (현 챔피언)
- 케니 오메가
- 애덤 페이지
- CM 펑크
- MJF
- 사모아 조
- 스워브 스트릭랜드
- 브라이언 대니얼슨

## 같이 보기
- WWE 챔피언십
- WWE 유니버셜 챔피언십
- 월드 헤비웨이트 챔피언십 (WWE, 2023)
- 월드 헤비웨이트 챔피언십 (WWE, 2002~2013)
- WWE NXT 챔피언십
- WCW 월드 헤비웨이트 챔피언십
- ECW 월드 헤비웨이트 챔피언십
- TNA 월드 챔피언십
- RoH 월드 헤비웨이트 챔피언십
- GFW 글로벌 챔피언십